# 屠本畯

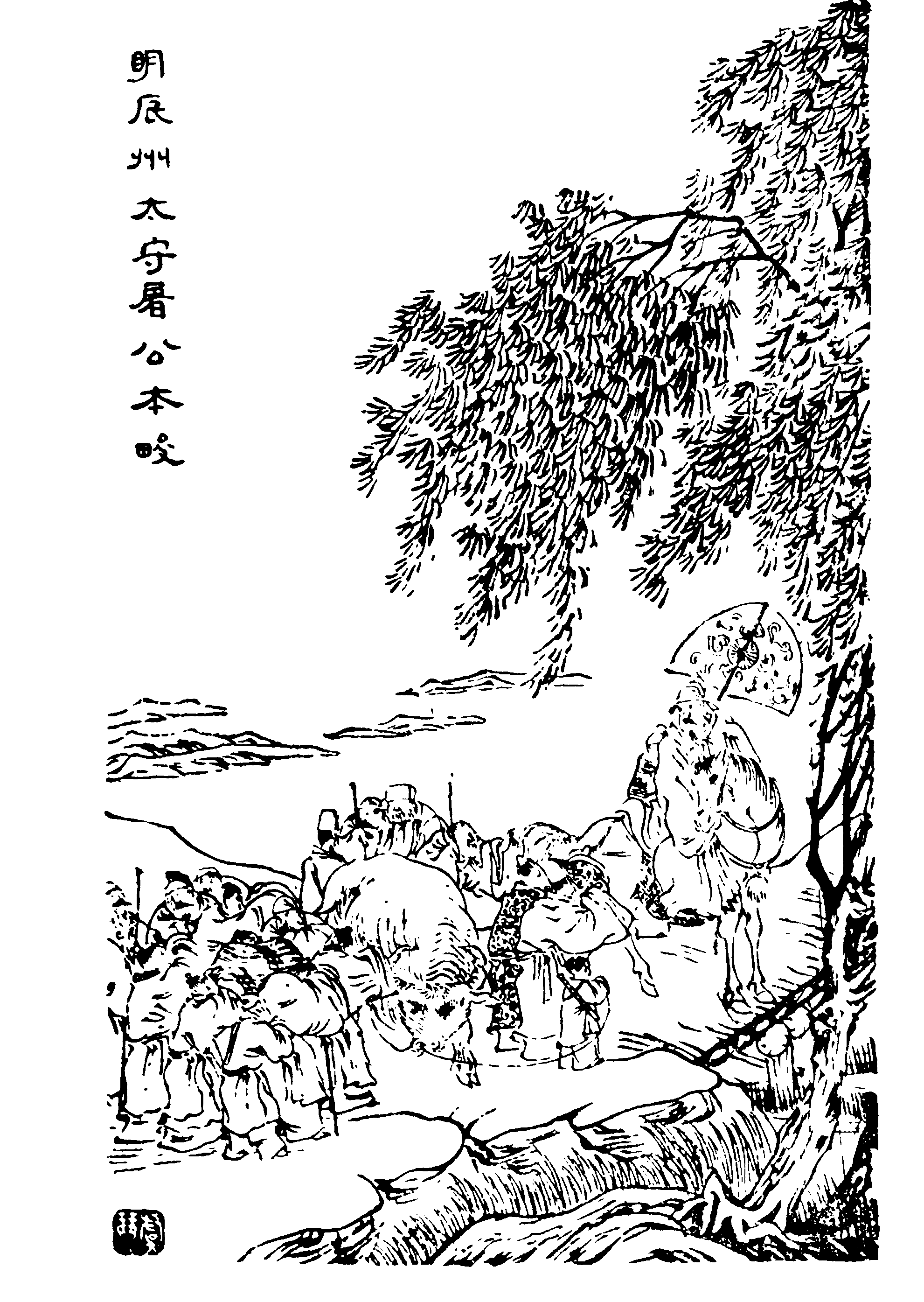
明辰州太守屠公本畯（清代畫家虞琴所繪，出自《四明人鑑》）

屠本畯（1542年10月10日—1622年11月3日），字田叔、豳叔、豳叟，號漢陂、由叟、憨先生、憨憎居士、乖龍丈人、無蓋庵頭陀，浙江寧波府鄞縣人，明朝政治人物、學者。官至辰州府知府。

## 生平
屠本畯生于嘉靖二十一年壬寅九月二日寅时，以父荫入仕，初任太常寺典薄，歷官礼部郎中、两淮运司同知，官至福建鹽運司同知。在福建任职期间，潜心研究海洋生物，万历二十四年（1596年）應余君房之请，写成《闽中海错疏》三卷。此書是中國最早的地方海产动物志。
官至辰州府知府。万历二十九年（1601），罢官归家，居鄉二十余年。晚年自号憨先生、豳叟。卒天启二年壬戌十月一日戌时。

## 家族
父屠大山，嘉靖二年（1523年）癸未科進士，“東海三司馬”之一。子屠惟霖，官至陝西慶陽府寧州同知。

## 著作
本畯好读书，至老不辍，自稱“吾于书饥以当食，渴以当饮，欠身以当枕席，愁及以当鼓吹”。
著作：
- 《茗笈》
- 《尚书别录》六卷[7]
- 《太常典录》六卷[8]
- 《山林經濟籍》二十四卷[9]
- 《屠本畯詩草》六卷[10]
- 《閩中海錯疏》三卷（浙閩總督采進本）[1][4]
- 《海味索隐》

杂剧
又有杂剧《崔氏春秋补传》、《饮中八仙记杂剧》。

## 延伸閱讀
[在维基数据编辑]
 在维基文库阅读此作者作品
 《四明人鑑·明辰州太守屠公本畯》，出自《四明人鑑》
- 甬上屠氏

| 官衔          | 官衔                          | 官衔          |
| ------------- | ----------------------------- | ------------- |
| 前任： 吳維魁 | 明朝辰州府知府 1600年－1603年 | 繼任： 瞿汝稷 |